# Sgùrr a’ Mhadaidh
A Sgùrr a’ Mhadaidh (kiejtése: IPA: [s̪kuːᵲ ə ˈvat̪ɪ]) a skóciai Skye szigetén található legalacsonyabb háromezer láb feletti csúcs. A szomszédos Sgùrr a’ Ghreadaidh csúcsával együtt szokták megmászni, és a technikailag a nehezebb kategóriájú hegyek közé sorolják. A két munro együttes meghódítása 9-10 kilométeres túra legalább 6-8 óra szintidővel.

## Általános információk
Nevének jelentése "a róka hegye". Központi helyet foglal el a Fekete-Cuillin főgerincén, a Loch Coruisk északnyugatra kinyúló folyamának, a Coruisk-folyónak a meghosszabbításában fekszik, de a legjobb rálátást nem a tó felől kaphatjuk, innen nem észlelni igazán sziklás, csipkézett csúcsait a távolból. Négy csúccsal rendelkezik, de a hagyományos túrázók számára csak a legmagasabb, legdélebbi közelíthető meg, de ez is csak legalább 2-es kategóriájú négykézláb mászással. A többi három mellékcsúcs sziklamászást igényel. A 20. század elejének hegymászói festői képet alkottak a Mhadaidh csipkés csúcsairól.
Azonban északról, a Corrie na Creiche felől nézve, áttekintve a Corrie Tairneilear vad, megemelt medencéjén látványa egészen más. Többé már nincsenek parányi kiszögellések, eltűnik a falszerű, unalmas kinézet, és helyébe két masszív kőtorony kerül, amelyeket egy széttöredezett szakadékkordon köt össze, távolról nézve keszekusza, de részleteiben csodálatosan kidolgozott, és amely ezer lábat zuhan az alatta fekvő gleccservájta, sziklatömbökkel behintett táblára.

## A túra leírása
A túra kiindulópontjának helye a Glenbrittle Youth Hostelnél lévő parkoló, amely a Sgùrr na Banachdichre igyekvő kirándulók kezdőpontja is. Az ösvény első szakasza is ugyanaz, tehát a ghreadaidhvölgyi-patak (Allt Coire a’ Ghreadaidh) vonalát követi. Ahol az egyik út jobbra, az eichvölgyi-patak (Allt Coir’ an Eich) irányába fordul, ott továbbra is a bal oldali ösvényen kell maradni.
A Ghreadaidh-völgyből (Coire a' Ghreadaidh) a gerincre futó út komolyabb hegymászást igényel. Már a távolból észlelni azonban, hogy a völgyet a Sgùrr Eadar da Choire 807 méteres csúcsa két részre bontja: jobb kéz felé esik a korábban említett völgy, bal kéz felé pedig az An Dorus-völgy (Coire An Dorus), amely felé kell haladni. Innen kell megkezdeni a mászást a jól látható omladékon, amelynek a teteje az An Dorus (az ajtó), a Sgùrr a' Ghreadaidh és a Sgùrr a' Mhadaidh közötti nyereg legalacsonyabb része. Az omladékon mindig balra kell tartani, mert jobb kéz felé is található egy átjáró, ez az Eag Dubh (fekete hasadék).

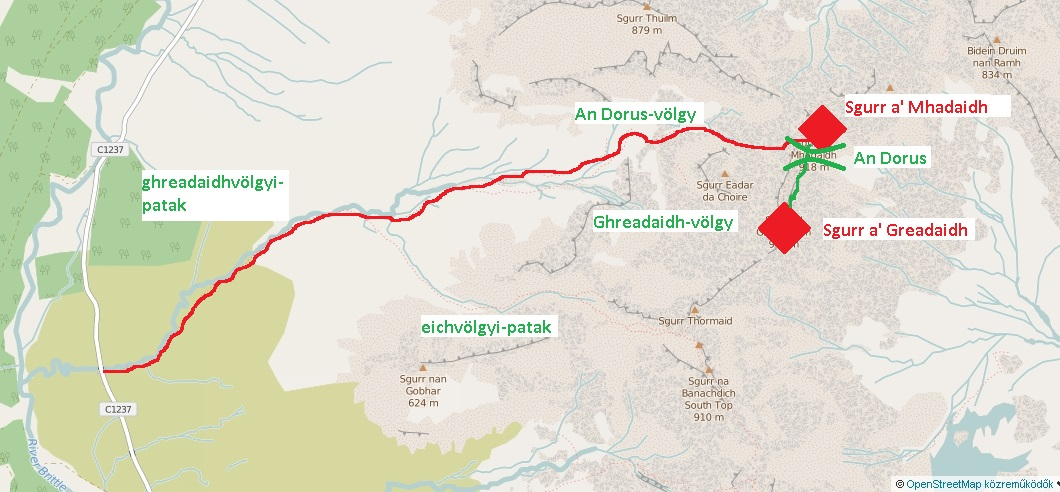
Piros: a Sgùrr a' Mhadaidh csúcsára vezető út, zöld: a Sgùrr a' Ghreadaidh-hez vezető út

Az omladék teteje egyre jobban összeszűkül, és a végén a nagy kőlapokon némi négykézláb mászás is szükséges. Az átjáróból egy komolyabb kapaszkodás kell a hegy eléréséhez, de létezik egy alternatív útvonal is az An Dorus omladékának tetejétől egy kicsit lejjebb, itt a 90 fokkal balra található ösvényt kell célbavenni. Kb. 150 métert kell itt megtenni, és miután az ösvény megkerül egy sarkot, már látni lehet a Sgùrr Thuilm csúcsáról érkező gerincet. Innen kisebb mászással lehet eljutni a főgerincre.
A hegy tetejéről északnyugatra a Sgùrr Thuilm terjedelmes csúcsa látható, északkeletre a Fekete-Cuillin három legészakabbi munrója (Bruach na Frithe, Am Basteir, Sgùrr nan Gillean), délre pedig a Sgùrr a' Ghreadaidh csúcsa, amelyet általában ezzel a heggyel együtt szoktak megmászni. Délkeletre a Loch Coruisk elnyúló medencéje látható megfelelő idő esetén.